# Lajos Grendel
Lajos Grendel   (Levice, 6 d'abril de 1948 - Bratislava, 18 de desembre de 2018) va ser un escriptor pertanyent a la minoria hongaresa d'Eslovàquia. Un dels autors més destacats de la literatura hongaresa actual. professor universitari i un dels fundadors de l'Editorial Kalligram, que edità llibres en hongarès i eslovac. President del Pen Club d'Eslovàquia entre 1997 i el 2000. La seva primera obra important, Revenja (1981, Éleslövészet), va suposar una ruptura radical amb la literatura hongaresa d'Eslovàquia realitzada fins al moment. En les seves obres reflecteix de manera irònica la vida de la petita burgesia hongaresa de províncies a Eslovàquia, a través de la història. Estan plenes d'elements surrealistes i juga contínuament amb l'absurd. Els seus llibres estan traduïts a l'eslovac, francès, italià, anglès, alemany i polonès.

## Obres
- Infidels (1979, Hűtlenek)
- Revenja (1981, Éleslövészet. Nem(zetiségi) antiregény, novel·la)
- Rufián (1982, Galeri, novel·la)
- Engranatges (1985, Áttételek, novel·la)
- Contingut de maletes (1987, Bőröndök tartalma)
- Ruptures (1989, Szakítások, novel·la)
- Teseu i la vídua negra (1991, Thészeusz és a fekete özvégy, novel·la)
- Les campanes d'Einstein (1992, Einstein harangjai, novel·la)
- Diari del meu mal humor (1992, Rossz kedvem naplója)
- Sacrifici de la reina (1996, Vezéráldozat, narracions)
- I arribarà el seu país (1996, És eljön az Ő országa, novel·la)
- La meva pàtria, Absurdistán (1998, Hazám, Abszurdistán, assajos)
- Fossa comuna (1999, Tömegsír, novel·la)
- Històries belles (2001, Szép históriák, narracions)
- Aquí, a New Hont (2001, Nálunk, New Hontban)
- La tristesa de la llibertat (2002, A szabadság szomorúsága, narracions)
- El rei Matías en New Hont (2005, Mátyás király New Hontban, novel·la)

## Premis
- 1986 — Premi Imre Madách
- 1982 — Premi de l'Associació d'Escriptors Eslovacs
- 1990 — Premi Attila József
- 1995 — Premi Milà Füst
- 1997 — Premi Imre Madách
- 1997 — Premi Endre Ady
- 1998 — Premi Tibor Déry
- 1999 — Premi Kossuth
- 2005 — Premi de la Companyia d'Escriptors (pel rei Maties a New Hont)
- 2006 — Premi Giuseppe Acerbi (per les campanes d'Einstein)
- 2006 — Premi Alfonz Talamon